# Adriana Maldonado López
Adriana Maldonado López (Pamplona, 9 de gener de 1990) és una política navarresa que va ser triada com a membre del Parlament Europeu en les eleccions europees de 2019. Va formar part de la Comissió per al Mercat Interior i Protecció al Consumidor i també de la Comissió d'Indústria, Recerca i Energia.

## Biografia
Nascuda el 1990, a Pamplona. És llicenciada en Administració i Direcció d'Empreses per la Universitat Pública de Navarra, dos màsters, un en Economia Internacional i un altre en la Unió Europea i està especialitzada en consultoria fiscal. És membre de l'executiva del Partit Socialista de Navarra, i va ser-ne la secretària de Política Europea i Internacional.
El 2019 va entrar al Parlament Europeu com a eurodiputada. Entre la seva activitat parlamentària va destacar la proposició per a un marc global per al joc en línia.